# اقلیت جنسی

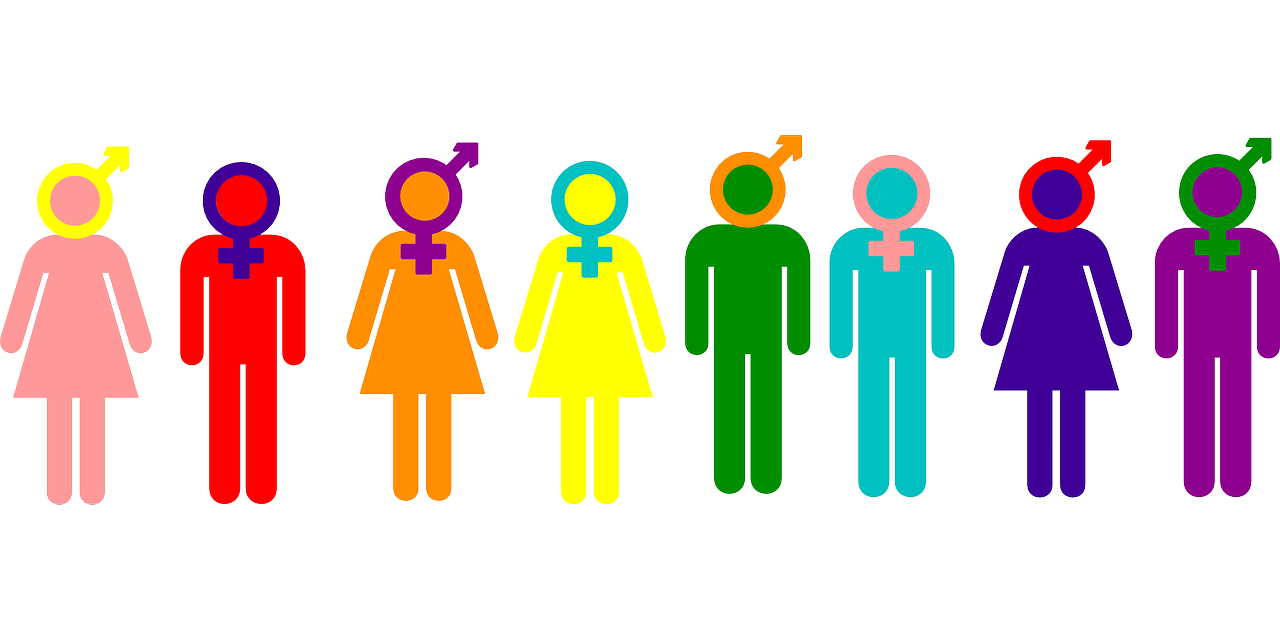
نگاره ای شماتیک از چند نوع تمایلات جنسی(تمایل به جنس مخالف،هم جنس گرایی و دو جنس گرایی)

اقلیت جنسی (به انگلیسی: Sexual Minority) به گروهی از انسان‌ها گفته می‌شود که هویت جنسی، گرایش جنسی، یا رفتارهای جنسی آن‌ها با اکثریت افراد در جامعهٔ پیرامونشان تفاوت دارد. این اصطلاح اکثراً در اشاره به همجنس‌گرایان و دوجنس‌گرایان به‌کار می‌رود ولی می‌تواند به ترنس‌ها، خارج از جنسیت‌ها (از قبیل جنس سوم) یا افراد بیناجنس نیز اطلاق گردد. تقسیم‌بندی مطلق جنسیت به دو دستهی مردانه و زنانه در جوامع دگرجنس‌گراهنجار، سبب می‌شود صرف حضور اقلیت‌های جنسی یک ناهنجاری تلقی شود و آن‌ها مورد تبعیض و خشونت قرار گیرند. تقریباً در تمامی جوامع، اقلیت‌های جنسی برای دسترسی به فرصت‌های اجتماعی یا حقوق انسانی برابر با دیگر اعضای جامعه دچار مشکل هستند. تبعیض نسبت به اقلیت‌های جنسی منجر به محدود شدن دسترسی آن‌ها به امکانات اجتماعی، خدمات اجتماعی، آموزش، و فرصت‌های شغلی می‌گردد.
افراد اقلیت جنسی معمولاً از حدود سن بلوغ به تفاوت خود با اکثریت پی می‌برند. بسیاری از آن‌ها تحت فشارهای اجتماعی یا خانوادگی تن به روابط و ازدواج‌های دگرجنس‌گرایانه می‌دهند که نتیجه‌ای جز زندگی مشترک نامطلوب یا طلاق نخواهد داشت.
تبعیض، ننگ، و تحقیری که در جوامع نسبت به اقلیت‌های جنسی وجود دارد، سبب می‌شود که این افراد در معرض آسیب‌های جسمی و رواحی فراوان قرار گیرند که از مهم‌ترین آن‌ها می‌توان به تهاجم به همجنس‌گرایان و اضطراب اقلیت اشاره کرد. همجنس‌گراهراسی از مهم‌ترین دلایل بروز خشونت‌های جسمی، جنسی، و کلامی علیه اقلیت‌های جنسی است. فشار ناشی از تبعیض و تعصب باعث می‌شود بروز معضل‌های روانی از قبیل افسردگی، اضطراب، اقدام به خودکشی، حملات هراس، و اختلال خوراک در اقلیت‌های جنسی نسبت به دیگران بیشتر باشد.
بهرمندی از سازمان‌ها و گروه‌های حمایت‌کننده از اقلیت‌های جنسی و مبارزه با همجنس‌گراهراسی در جامعه می‌تواند به کاهش تبعیض نسبت به آن‌ها و مقابله با اضطراب اقلیت بینجامد.